# Dinis Gregório de Melo Castro e Mendonça
Dinis Gregório de Melo Castro e Mendonça (Lisboa, 11 de Abril de 1735 — Angra, 3 de Dezembro de 1793) foi um nobre, militar e administrador colonial português que exerceu as funções de Capitão General dos Açores (1771-1793).

## Biografia
Fidalgo do Conselho de El-Rei, foi o último governador da praça-forte de Mazagão, tendo com o posto de capitão governado aquela praça forte desde 1763, num período de permanente ataque do inimigo, até ao seu abandono em 1769. 
Foi o 2.º capitão-general da Capitania Geral dos Açores, nomeado para o cargo a 18 de Outubro de 1771, mas só desembarcou em Angra a 15 de Abril de 1776, tomando posse no dia 21 daquele mês. Faleceu em Angra a 3 de Dezembro de 1793, ficando sepultado na igreja de Nossa Senhora da Guia do convento de São Francisco de Angra.
A família deste capitão-general ficou a residir em Angra até ao reinado de D. Maria II, embarcando para Lisboa por ordem real e à custa do erário público.

## Casamento e descendência
Casou em Lisboa, Ajuda, em 2 de fevereiro de 1760, com D. Maria Rosa de Ataíde e Cunha, da casa dos senhores da honra de Barbosa (era irmã de D. Luís Inácio de Ataíde Azevedo e Brito Malafaia). Do casamento teve a seguinte geração:
- António Manuel de Melo e Castro de Mendonça que tomou posse do governo de São Paulo, no Brasil, em 28 de Junho de 1797, e foi governador-geral de Moçambique, entre 14 de Agosto de 1809 e Agosto de 1812.
- Francisco Manuel Bernardo de Melo e Castro e Mendonça, Capitão de mar e guerra, que casou em Lisboa, Santa Isabel, a 16 de julho de 1805, com sua prima D. Leonor de Ataíde e Azevedo, com geração (são os pais de D. Maria Rosa Xavier de Melo e Castro Ataíde Costa Mendonça e Sousa).
- Francisca Maria de Assis de Melo e Castro, que casou em Lisboa, São Mamede, a 8 de abril de 1808, com Manuel José de Arriaga Brum da Silveira; sem geração.